# Freschta Kohistani
Freschta Kohistani (geb. 1991; gest. 24. Dezember 2020 bei Kabul in der Provinz Kapisa) war eine afghanische Politikerin und Bürgerrechtlerin. Die Deutsche Welle nennt sie in ihrem Nachruf „eine Vorkämpferin für Frauenrechte in Afghanistan“.

## Leben und Wirken
Kohistani war Mitglied des Provinzrates. Sie machte sich 2019 bei den Präsidentschaftswahlen für Abdullah Abdullah stark. Sie konnte in den sozialen Medien eine relativ große Anhängerschaft aufbauen. Sie nutzte diese Aufmerksamkeit, um auf Gewalt gegen Frauen aufmerksam zu machen. Auch organisierte sie regelmäßig Veranstaltungen der Zivilgesellschaft in Kabul, bei denen sie sich für die Rechte der Frauen einsetzte.
Kohistani beklagte die hoffnungslose Situation in ihrem Heimatland angesichts von Gewalt und Attentaten. So schrieb sie 2020: „Afghanistan ist kein Ort zum Leben. Es gibt keine Hoffnung auf Frieden. Sagen Sie dem Schneider, er soll bei Ihnen Maß nehmen, denn morgen könnten Sie an der Reihe sein.“
Kohistani fiel am 24. Dezember 2020 einem Mordanschlag durch bewaffnete Angreifer auf einem Motorrad zum Opfer, wobei auch ihr Bruder getötet wurde. Das Attentat wird zu einer Reihe ähnlicher Fälle auf ranghohe Bürgerrechtler, Politiker und Journalisten in den Tagen und Wochen zuvor gezählt, die in Gegnerschaft zu den Taliban standen. Sie hinterlässt ihren Ehemann und ein Kind.